# Gmina Tabor
Tabor – gmina w Słowenii. W 2002 roku liczyła 1494 mieszkańców.

## Miejscowości
Miejscowości wchodzące w skład gminy Tabor:
- Črni Vrh
- Kapla
- Loke
- Miklavž pri Taboru
- Ojstriška vas
- Pondor
- Tabor – siedziba gminy